# Club sportif Noisy-le-Grand
Actualités
| \| Noisy-le-Grand \| Le club est basé à Noisy-le-Grand. |
| Noisy-le-Grand                                          |

Le CS Noisy-le-Grand est l'un des quatre clubs sportifs de rink hockey de Seine-Saint-Denis. Fondé en 1985, il évolue en Nationale 1, première division du rink hockey français. En 2013, le club commence sa 12e saison en N1 Élite dont sa 2e consécutive. L'équipe réserve du club évolue, pour la saison 2013-2014 en Nationale 2 Nord, deuxième échelon du rink-hockey français.
Il s'agit du seul club d’Île-de-France évoluant en première division.
En 2024, l'équipe féminine du CS Noisy-le-Grand est le 10e club féminin européen. Durant la saison 2012-2013, l'équipe a réalisé sa meilleure prestation européenne, terminant 4e
du Championnat d'Europe.

## Parcours européen

### Équipe Senior Homme
Saison 2009-2010: Éliminé au tour préliminaire de la Coupe CERS par le  Amatori S. Lodi (11-6).
Saison 2017-2018: Éliminé en huitième de finale contre Corregio . Score cumulé (10-6).
Saison 2018-2019: Éliminé en seizième de finale contre Sarzana  (vice champion d’Europe). Score cumulé (11-5).

### Équipe Senior Femme (Coupe d'Europe féminine)
Saison 2006-2007: 5e

Saison 2007-2008: 8e

Saison 2008-2009: Éliminé en phase de qualification par le  CP Voltregà (7-3)

Saison 2009-2010: Éliminé en quarts de finale par le  RSC Cronenberg (11-3)

Saison 2010-2011: Éliminé au tour préliminaire par le  Cerdanyola CH (15-2)

Saison 2011-2012: Éliminé au tour préliminaire par le   ERG Iserlohn (6-2)

Saison 2012-2013: 4e

### Palmarès
- Équipe Senior Homme 
  - Vice Champion de la Coupe de France en 2018
  - Demi-finaliste de la Coupe de France en 2004 et 2005
  - Champion de France de Nationale 2 en 2000, 2004, 2012, et 2016
  - Champion de France de Nationale 3 en 1998
  - Champion de Nationale 3  Nord-Île-de-France en 2013
  - Vice-Champion de Nationale 3 Nord-Île-de-France en 2011
  - Vice-Champion de Régionale 1 Île-de-France en 1991

- Équipe Senior Femme 
  - Champion de France en 2003[6], 2005[6], 2006, 2007, 2008 et 2010
  - Vice-Champion de France en 2004, 2009, 2011, 2012 et 2013
  - Vainqueur de la Coupe de France en 2002, 2003[6] et 2005 en sport[6]
  - Finaliste de la Coupe de France en 1994

## Histoire
Lors de la saison 2015-2016, José Querido prend la tête des entrainements de l'« Étoile montante » du rink hockey français selon les termes de la presse nordiste.
En 2020, annoncé favori de la finale Saint-Omer s'incline face à Noisy-le-Grand devant ses supporters ayant fait le déplacement. Cette défaite six buts à cinq prive le club d'un historique quatrième titre consécutif. Noisy a profité des lacunes défensives de Saint-Omer qui encaisse douze buts en deux rencontres.

## Joueurs du club

### Effectif saison 2019-2020
| Nom                     | Poste           | Nationalité sportive | Sélections                          | Arrivé en     | Club précédent                       |  |
| Luis Bento Mateus       | Gardien         | Portugal             | -                                   | 2018          | Plonéour Lanvern (D1 Française)      |  |
| Blaise Zervelis         | Gardien         | France               | -                                   | 2014          | SHC Fontenay (D2 française)          |  |
| Alexis Boyeau           | Gardien         | France               | -                                   | -             | Formé au club                        |  |
| Yohann Antunes          | Joueur de champ | France               | Équipe de France de rink hockey U17 | 2000          | Formé au club                        |  |
| Marc Pujol              | Joueur de champ | Catalogne            | -                                   | 2016          | Formé à Reus                         |  |
| Tomas Moreira           | Joueur de champ | Portugal             | U20 Équipe Portugal                 | 2019          | Paco de Arcos (D1 portugaise)        |  |
| Ugo Grellier            | Joueur de champ | France               | France U20                          | Formé au club |                                      |  |
| Camilo Ramirez Trujillo | Joueur de champ | Colombie             | Equipe Senior Colombie              | 2018          | Manizales (D1 Colombie) ]            |  |
| Sergi Barbe             | Joueur de champ | Catalogne            | -                                   | 2014          | Formé à Reus                         |  |
| Anthony Da Costa (C)    | Joueur de champ | France               | Équipe de France Senior             | Formé au club |                                      |  |
| Rubens Martins          | Joueur de champ | Portugal             | -                                   | 2013          | S Alenquer e Benfica (D2 portugaise) |  |
| Diego Dias              | Joueur de champ | Brésil               | Brésil Senior                       | 2018          | HC Fontenay (D2 française)           |  |

Entraîneur :  France Anthony Weber
Coach :  France Marvin Montout

## Installations
En 1996, le gymnase des Yvris est créé pour un montant de 650 000 francs.